# 交響曲第4番 (シューマン)
ロベルト・シューマンの交響曲第4番ニ短調作品120は、妻クララの22歳の誕生日1841年9月13日に、誕生日プレゼントとして彼女に贈られた。作曲はその直前3か月間で行われた。

## 概要
2人の結婚は1840年9月12日（ロベルト30歳・クララ20歳）なので、クララにとっては結婚してから2回目の誕生日になる。初演は、そのクララの誕生日から3か月後の1841年12月6日に行われ、10年後1851年に改訂され、現在は改訂版が多く演奏されている
作曲年次としては、第1番『春』に次ぐ2番目の交響曲であるが、改訂後の出版年次（1854年）により第4番とされた。作品番号は120が与えられたが、これは改訂版に対してであり、初稿の作品番号は存在しない。
演奏時間は改訂版で約30分。

## 作曲の経緯

### 初稿

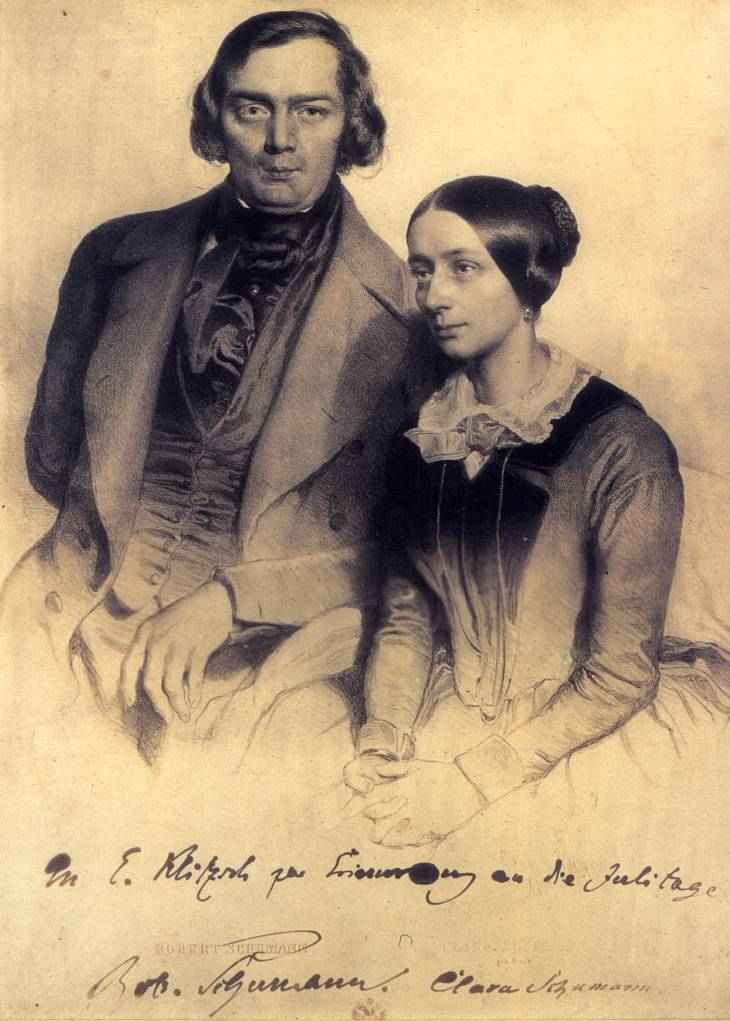
シューマンとクララ

1840年9月にクララと結婚したシューマンにとって、翌年1841年は、交響曲を2曲そして序曲など作曲活動が順調に進んだ年となった。まず1月から2月にかけて第1交響曲を完成し、3月に序曲、スケルツォとフィナーレ作品52、4月から5月にかけてピアノと管弦楽のための幻想曲（後に改訂され、ピアノ協奏曲の第1楽章となる）を立て続けに作曲する。さらに6月から、後に第4番とされたこのニ短調交響曲の作曲に取りかかり9月9日に完成し、9月13日の妻クララの誕生日に彼女にプレゼントした。
初演は、3か月後の12月6日、序曲、スケルツォとフィナーレとともに、ライプツィヒ・ゲヴァントハウス管弦楽団により行われた。シューマンは「この曲は第1番より決して劣るものではない」と自信を持っていたが、このニ短調交響曲は十分な評価を初演時に得られず出版は見送られた。理由として、指揮する予定だったメンデルスゾーンの体調不良のため、代わりにコンサートマスターのフェルディナント・ダーヴィトが指揮したことや、これら新作発表に加えて、クララとリストの二人のピアノ演奏もこの演奏会で行われたため、聴衆の目が当時のスターであるこの二人に集中したためとされる。
結局、このニ短調交響曲が知られるようになったのは、シューマン死後の1891年の改訂版出版以降である。

### 改訂稿
初稿の10年後、1851年に交響曲第3番『ライン』を完成したシューマンは、ニ短調交響曲の改訂に取りかかり、数日で完成させた。オーケストレーションもかなり書き換えられたが、本人がヨーゼフ・ヨアヒムへの手紙に「それが主目的じゃなかった」と書いているように、元の構成はほぼそのまま活かしながらも全体としての統一性をより高める変更を取り入れ、楽章毎の区分をなくして全曲休みなく続けて演奏されるようになったことが最大の相違点である(ただし、2003年にブライトコプフ社から出版されたジョン・フィンソン校訂版においては、第1楽章と第2楽章の終止線がいずれも複縦線に置き換えられており、アタッカの扱いとなっている)。改訂後のこの作品をシューマンは「交響的幻想曲」と呼んだこともあり、後述する自筆譜にはそのタイトルをつけようとしたが、それを消して結局現在のタイトルにしたことが残されている。
現在一般的に演奏されている改訂版は1853年3月3日にデュッセルドルフにおいてシューマン自身の指揮によってデュッセルドルフ交響楽団により初演され、翌1854年に出版された。シューマンは初演について、「以前の作品より充実していて、効果十分だった」と書いている。この曲の楽譜には正式な献辞はないが、シューマンは自筆譜をヨアヒムに贈っている。
シューマンの死後、その楽譜の編集に当たったヨハネス・ブラームスは初稿の優位性を主張して、クララと意見が対立したといわれる。結局ブラームスの尽力で初稿版は1889年10月22日にケルンでフランツ・ヴュルナーの指揮で再演され、ブラームスとヴュルナーの校訂版として1891年には出版されるのだが、ヴュルナーは自筆に従った校訂を、ブラームスはシューマンによる最終稿の要素を取り入れた校訂を主張し、最終的には部分的に最終稿を採用する形でまとめられたため、厳密な意味での初稿版ではない。現在では改訂稿が一般的に演奏されるが、このヴュルナー版（1891年版と表記されることもある）や後に出版された1841年の初演版による演奏や録音もある。
この曲の日本初演は1926年12月11日、福岡市記念館にて、佐野伴治・荒川文六指揮、九大フィルハーモニー・オーケストラによって行われた。

## 楽器編成
フルート2、オーボエ2、クラリネット2（初稿：C管→改訂版：B♭管）、ファゴット2、ホルン4、トランペット2（D管→F管）、トロンボーン3、ティンパニ、弦五部。

## 楽曲構成
前述したように楽章区分はなく、全曲は休みなく続けて演奏されるが、ここでは便宜上4つの楽章に分けて述べる。各楽章で共通する主題が使用され、全曲の有機的な統一性を高めていることが特筆される。

### 第1楽章 かなり緩やかに (Ziemlich langsam) － 生き生きと (Lebhaft)
速度・表情の指示はドイツ語による。ニ短調。序奏付きの自由なソナタ形式（提示部反復指定あり）ともいえるが再現部が存在せず、ほぼ提示部－展開部－コーダという構成になっている。
3/4拍子で始まり、緩やかな序奏の動機が示される。第1主題を予告する動機が繰り返されて速度を速め、主部に入る。
主部は2/4拍子。第1主題は半音階的に上下し幻想的な響きを持つ。第2主題に相当するものは認められず、主部は第1主題の変形や展開によって形成されている。3本のトロンボーンの和音により展開部に入る。展開部では第1主題を扱うが、やがて新たな主題が現れ、確保される。さらに流麗な旋律が続く。これが繰り返され、高まるとコーダとなり、流麗な旋律が勝ち誇ったように奏され、第1主題と新たな主題で締めくくられる。

### 第2楽章 ロマンツェ かなり緩やかに (Ziemlich langsam)
イ短調。3/4拍子。三部形式。オーボエとチェロの独奏により、第1楽章第1主題に基づく中世ロマンス風な旋律を奏し、弦が第1楽章序奏の主題を示す。中間部はヴァイオリン独奏が3連符で流れるような旋律を奏でる。

### 第3楽章 スケルツォ 生き生きと (Lebhaft)
ニ短調。3/4拍子。ABABの形式。スケルツォ主題は第1楽章序奏の主題に基づく。中間部は変ロ長調。第2楽章の中間部と同一の素材である。第3楽章と第4楽章が休みなく続く構想は初稿でも同様であるが、大幅に改訂されている。

### 第4楽章 フィナーレ 緩やかに (Langsam) － 生き生きと (Lebhaft)
序奏付きの自由なソナタ形式（提示部反復指定あり）で、再現部で第1主題が再現されない。序奏は4/4拍子。第1楽章第1主題を扱いながら金管の響きで壮大に盛り上がる。主部はニ長調、4/4拍子。第1主題が決然と示されるが、これは第1楽章展開部で新たに示された主題である。第2主題は穏やかな旋律。金管の警告的な響きで展開部となり、第1主題をフガート的に展開する。再現部は第2主題のみが再現する。コーダでは速度を速め、力強く全曲を締めくくる。

### 初稿の特徴
初稿では、各楽章の速度指定にイタリア語を用いていた。
1. Andante con moto - Allegro di molto
2. Romanza: Andante
3. Scherzo: Presto
4. Largo - Finale: Allegro vivace

第1楽章の序奏は、改訂版と異なり主調の属和音（イ長調）・強拍から始まる（改訂版では主調・弱拍（3拍目））。さらに序奏後半には、サラバンド風のエピソードが登場する。なお、主部の展開部ではトロンボーンによる動機がソロで奏でられ（改訂版は2本のソリ）、弦楽器は休止するため、この動機が詠唱のように響く（同様の例はマーラーの交響曲第3番で見られる）。
第2楽章には、当初ギターを用いようとして撤回した形跡が残っている。また、チェロは始めソロだったが半プルトのソリに修正している。
第3楽章では、当初8小節にわたるファンファーレの後にスケルツォに入るようになっていた。このファンファーレはチャイコフスキーの交響曲第4番第1楽章の序奏に似ている。この序奏は結局削除され、自筆譜の一番下にはトランペットによるもう一つのファンファーレが書かれている。しかし、この部分は最初のものを含めて出版譜には採用されておらず、録音でも取り上げられていない（例外として、ゲオルク・シュメーエとベルリン放送交響楽団とのCDは上記の第2のファンファーレをホルンと組み合わせて採用している）。
第4楽章は主題の後半4小節が違っている。提示部の繰り返しもないため、全体の演奏時間も少し短い。第1楽章も同様である。全体は約24分かかる。

## オーケストレーションの変更・改訂
他のシューマンの交響曲と同様に、かつては様々な指揮者が様々なオーケストレーションの変更を行っていた。マーラーによるものがよく知られているが、他の3曲の交響曲の大幅な改変に比べるとこの曲での改変はあまり目立たない。このマーラー版の録音としてはチェッカート、シャイー（ライプツィヒ・ゲヴァントハウス管弦楽団との新盤）、スダーンのものが存在する。
またセル、クレンペラー、クーベリック（バイエルン放送交響楽団との新盤）、ロジェストヴェンスキーはマーラー版とは異なった手法でかなり過激な変更を行っており、第1楽章展開部のクライマックスやコーダでは金管による派手な補強が施されている。クーベリックはシューマンの交響曲全集を2回録音しているが、この曲の旧盤や他の3曲ではほぼ原典通りに演奏しているのに対し、この曲の新盤のみスコアを大幅に改変している。